# フアン・マヌエル・ペーニャ
フアン・マヌエル・ペーニャ・モンターニョ（Juan Manuel Peña Montaño, 1973年1月17日 - ）は、ボリビア・サンタ・クルス・デ・ラ・シエラ出身の元サッカー選手。ボリビア代表であった。ポジションはディフェンダー（センターバック）。

## 経歴
アカデミア・タウイチ・アギレラでサッカーを学び、1995年にスペインのレアル・バリャドリードに移籍した。バリャドリードで9シーズン過ごし、クラブの2部降格を機にビジャレアルCFに移籍した。リーガ・エスパニョーラで300試合以上に出場しているが、10年目を迎えるまで得点が無かった。2004年12月19日のマラガCF戦で唯一となる得点を挙げた。2007年、セグンダ・ディビシオン（2部）のセルタ・デ・ビーゴに移籍した。2010年、アメリカ、MLSのD.C. ユナイテッドに移籍。
1991年6月16日のパラグアイ戦で18歳にしてボリビア代表デビューした。80試合以上に出場しており、ボリビア歴代6位の記録を持っている。1994年のアメリカW杯、2度のコパ・アメリカに出場した。2003年10月11日のホンジュラス戦で代表初得点を挙げた。

## 代表歴

### 出場大会
- 1991年 - 2009年 ボリビア代表
  - 1993年 - コパ・アメリカ
  - 1994年 - アメリカW杯
  - 1995年 - コパ・アメリカ
  - 1997年 - コパ・アメリカ
  - 1999年 - コパ・アメリカ
  - 1999年 - コンフェデレーションズカップ
  - 2007年 - コパ・アメリカ

### 試合数
- 国際Aマッチ 84試合 1得点（1993年-2009年）[1]

| ボリビア代表 | 国際Aマッチ | 国際Aマッチ |
| 年           | 出場        | 得点        |
| ------------ | ----------- | ----------- |
| 1993         | 15          | 0           |
| 1994         | 7           | 0           |
| 1995         | 6           | 0           |
| 1996         | 9           | 0           |
| 1997         | 11          | 0           |
| 1998         | 0           | 0           |
| 1999         | 7           | 0           |
| 2000         | 7           | 0           |
| 2001         | 5           | 0           |
| 2002         | 0           | 0           |
| 2003         | 4           | 1           |
| 2004         | 4           | 0           |
| 2005         | 0           | 0           |
| 2006         | 0           | 0           |
| 2007         | 5           | 0           |
| 2008         | 0           | 0           |
| 2009         | 4           | 0           |
| 通算         | 84          | 1           |